# M.Kebbahalli, Mandya
M.Kebbahalli là một làng thuộc tehsil Mandya, huyện Mandya, bang Karnataka, Ấn Độ.